# Pic Teller
Pour les articles homonymes, voir Teller.
Le pic Teller est le point culminant du plateau Michigan et de l'escarpement Watson, à 3 550 mètres d'altitude, dans la chaîne de la Reine-Maud, dans la chaîne Transantarctique. Il est cartographié par l'Institut d'études géologiques des États-Unis d'après des relevés de terrain et des photographies aériennes de l'US Navy de 1960 à 1963. Il est nommé par l'Advisory Committee on Antarctic Names en l'honneur de James T. Teller, géologue de l'équipe de l'université d'État de l'Ohio dans la chaîne Horlick en 1964-1965.